# 龜山發電廠
龜山發電廠，又稱為龜山發電所或龜山水力發電所，位於臺灣新北市新店區南勢溪與北勢溪匯流處，鄰近翡翠水庫與桂山發電廠，是台灣第一座水力發電廠，也是台灣進入電力時代的重要史證。

## 沿革
1902年，日本人土倉龍治郎向台灣總督府提出於龜山開發水力發電之計畫，成立「台北電氣株式會社」。1903年11月改為官營，並另成立「台北電氣作業所」，同年開始建造。1904年底，龜山發電所的土木工程與室內輸電線路完工，1905年7月工程正式完工，並架設龜山至台北間電壓11kV、長16.5公里的輸電線路，送至古亭變電所降壓為100V後送進台北的用戶端。1905年8月17日，台北三市街（台北城、大稻埕、艋舺）開始試送電，9月11日漸增加點燈，10月15日三市街皆大放光明，台北成為台灣第一個有電燈的城市。1913年為了避免水患而改建，加高地基並強化結構。1943年龜山發電所撤廢停止運轉，由1939年興工、1941年竣工之「新龜山發電所」（今桂山發電廠桂山機組）正式取代龜山發電所，而龜山發電所3部發電機組拆除後，其中2號機移至臺東大南發電所（今東興發電廠）繼續運轉發電。1961年電廠建築登記為台灣電力公司，1968年台電以無業務需求標售發電所後，目前由私人取得所有權。2006年，經台北縣文史學會爭取，登錄為台北縣歷史建築（今為新北市歷史建築）。

## 設施
龜山發電廠採用川流式發電，自今龜山里栗子園處築壩取南勢溪水，鑿四段隧道，以明渠暗渠接續共2.5公里水路，輸水至電廠後方前池接壓力鋼管，再利用落差能量帶動電廠內水輪機發電，並經尾水道排入新店溪。壓力鋼管直徑1.4公尺，由原本的二支增為三支供水輪機使用，另有一支直徑0.48公尺的壓力鋼管供勵磁機水車用，最大引水量為每秒6.954立方公尺，有效落差14.85公尺。水輪機組為橫軸二輪（單流）前口雙子法蘭西斯式水車，發電機為三相交流，出力250kVA。原裝置二部機組，1907年再增設一部機組，原裝置容量為600kW，1930年擴充為750kW（0.75MW）。電廠主建築物的屋頂山牆有台灣電力株式會社之正倒三角形「台」字標誌及電光紋路，其中「台」字代表台北電氣作業所，而電紋則是山牆上左右兩個曲折的斜邊，象徵閃電。攔水壩則為台灣首座鋼筋混凝土構造物。

## 現況
2012年3月14日傍晚時分，龜山水力發電所由於廠房老舊，屋頂桁架鏽蝕嚴重，不堪近百年的負荷突然倒塌，現場散落一塊塊磚牆，僅剩墊高地基的基座牆。

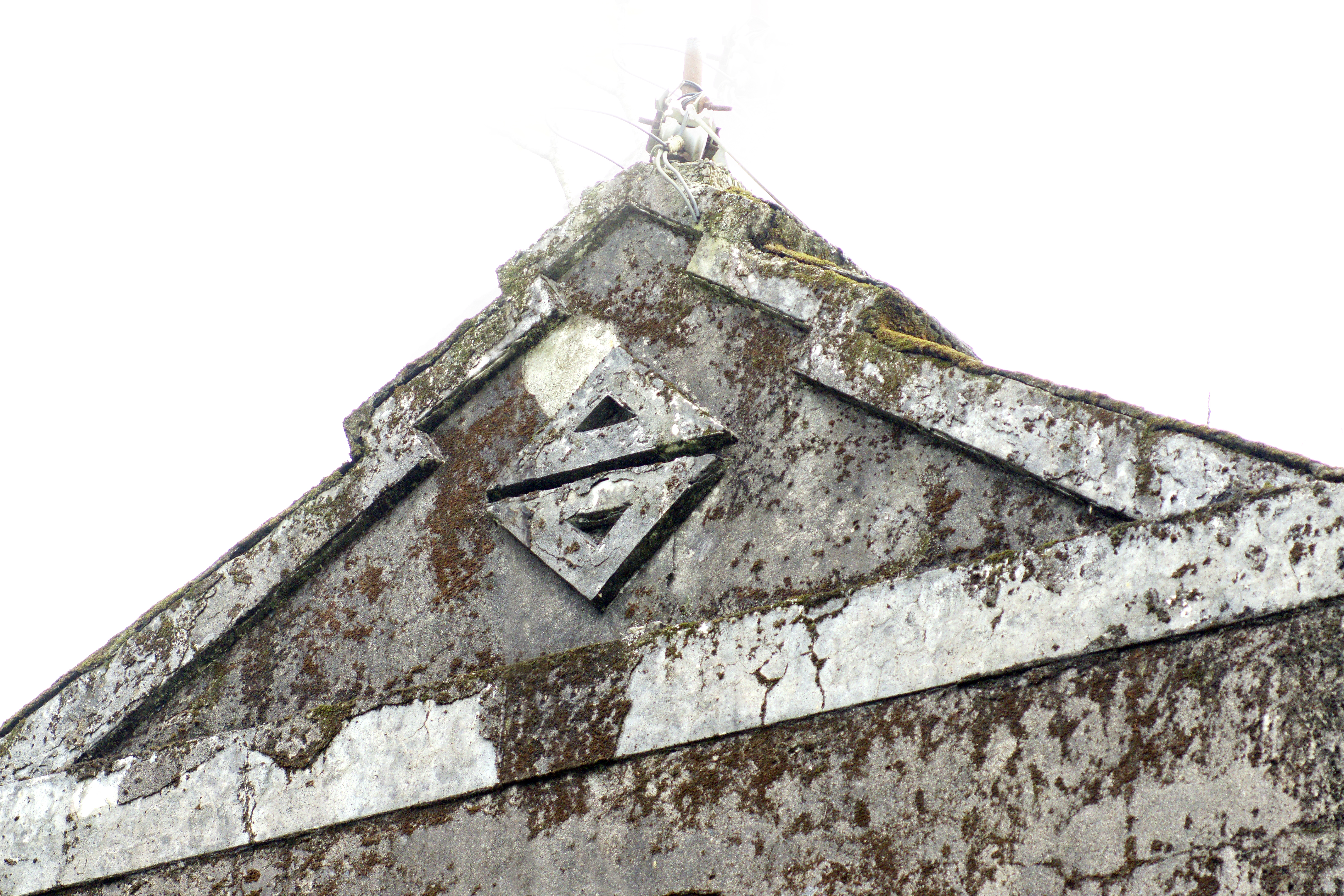
象徵電力的閃電屋簷結構，以及台北電氣株式會社的社徽
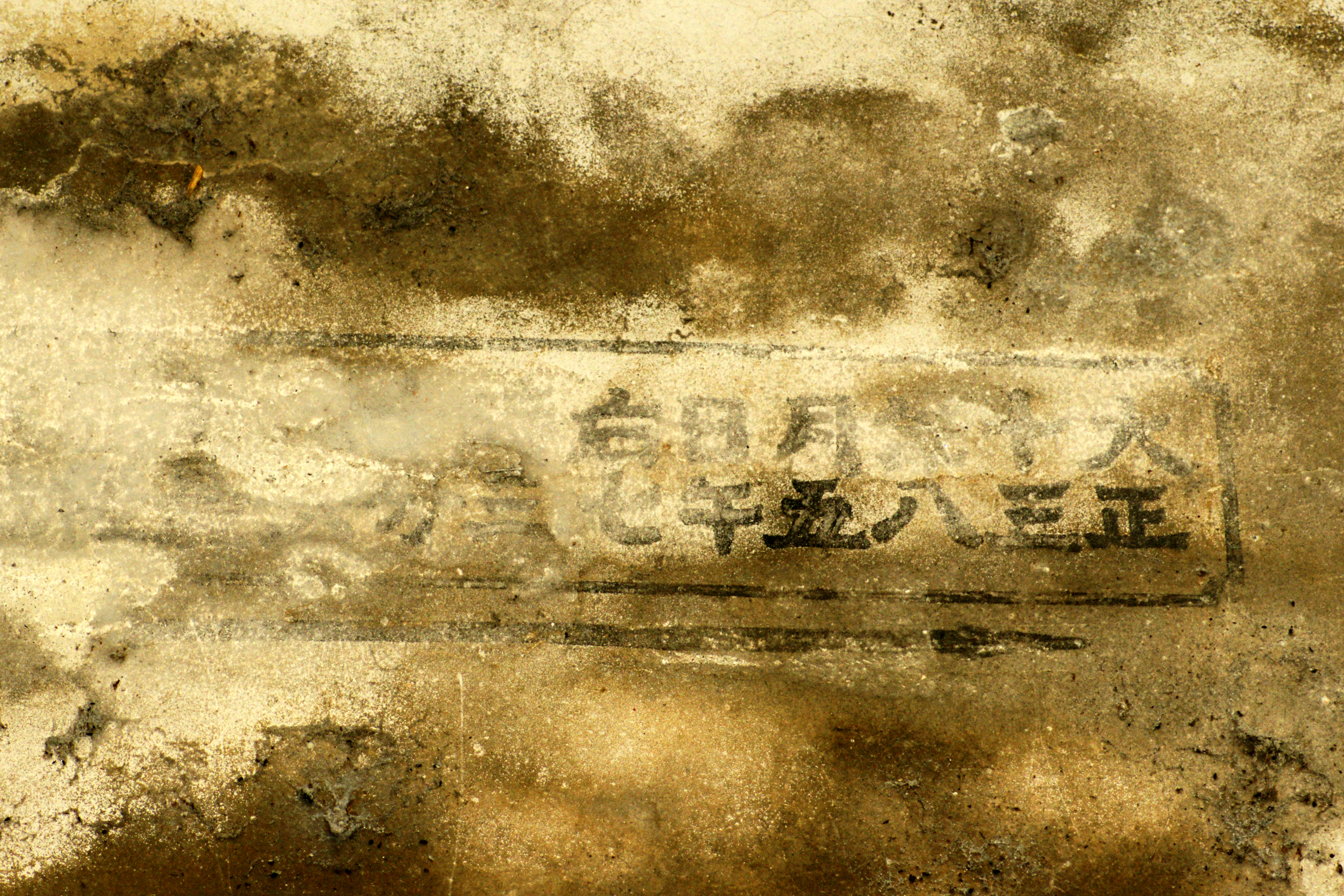
大正十三年（1924年）八月五日午后七時，新店溪因雨造成水勢暴漲，當時壁面上留下淹水的紀錄線
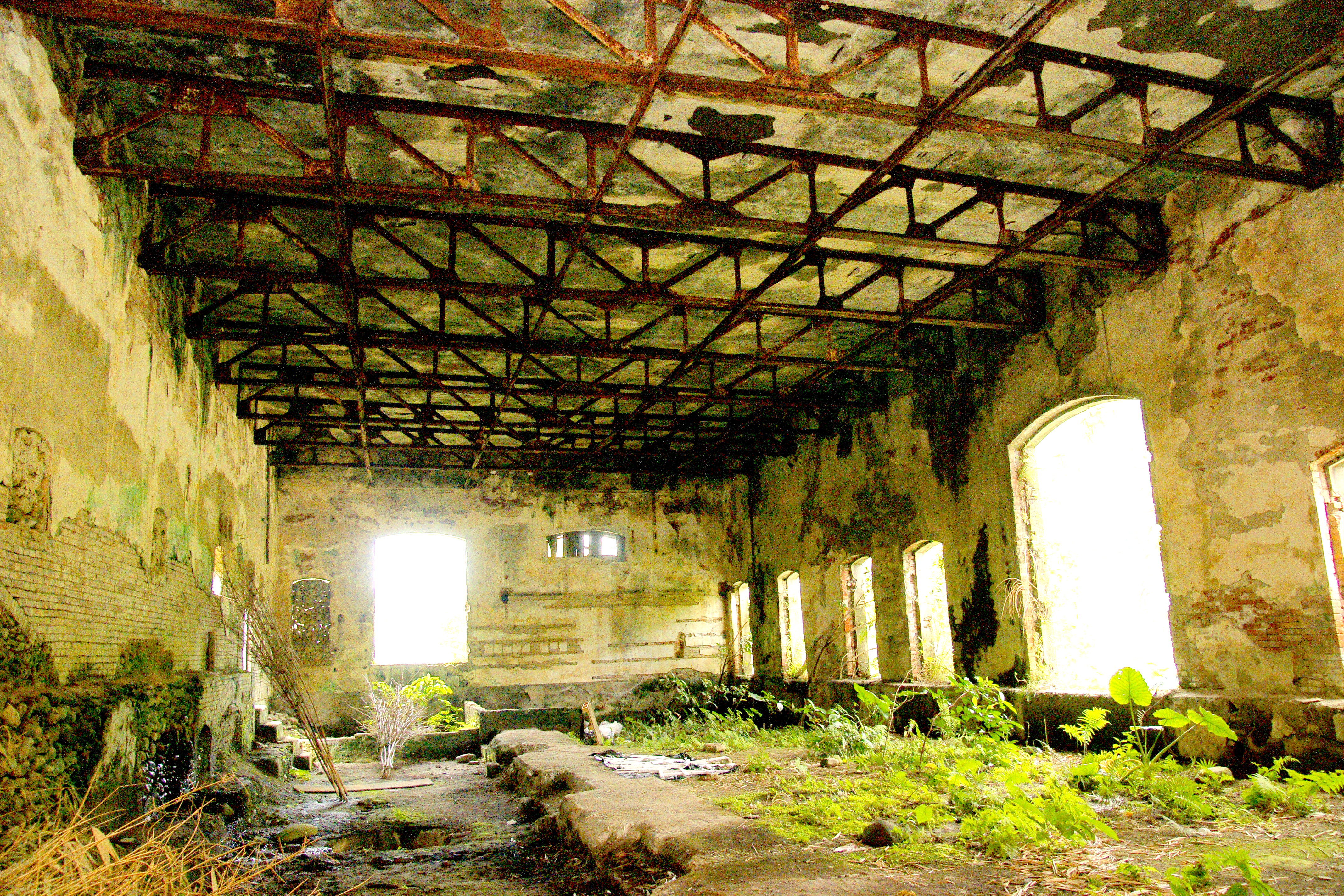
屋頂鐵製桁架，年久失修嚴重斑駁
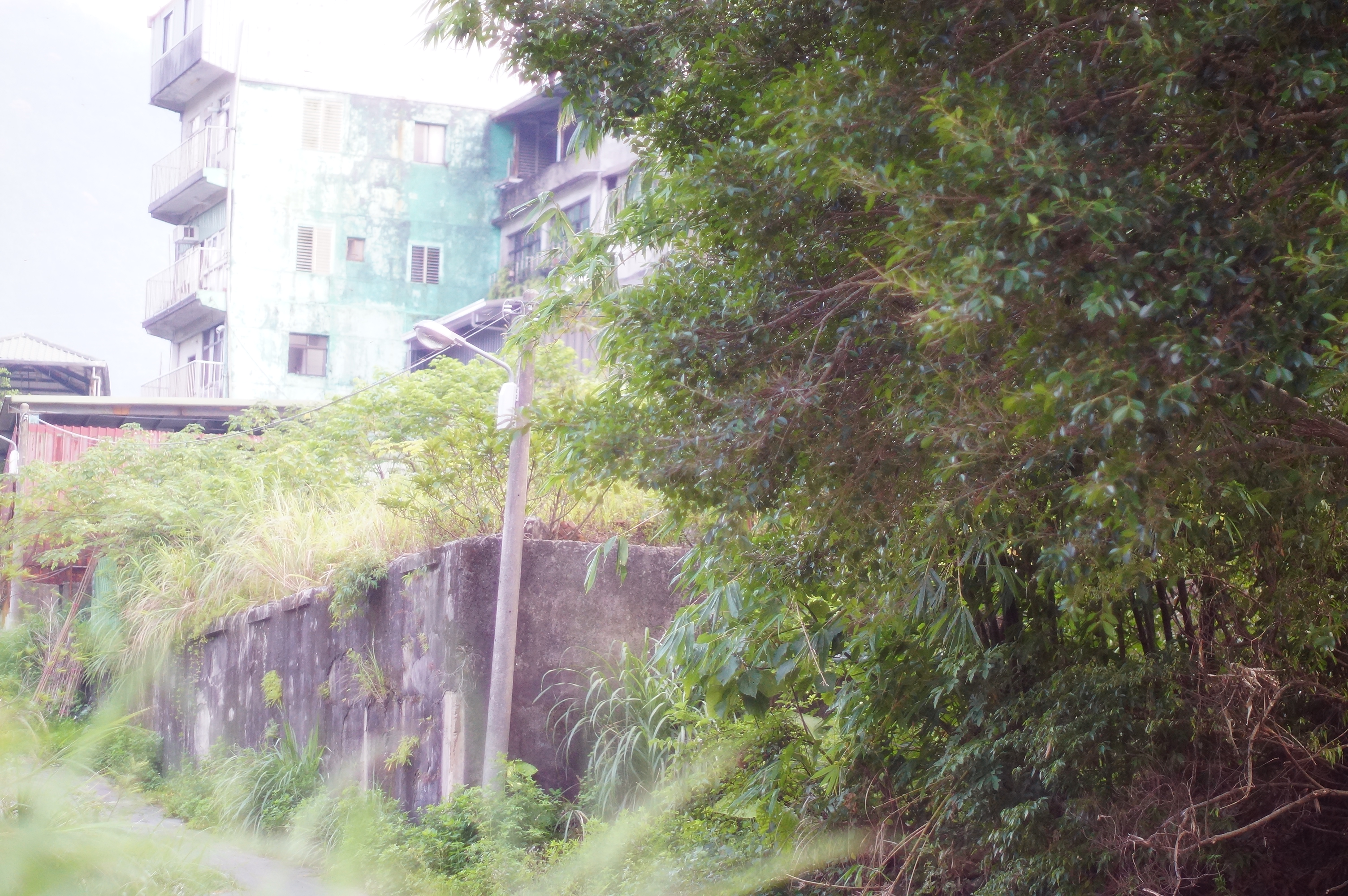
2014年龜山水力發電廠現況